# Pristocerinae
Pristocerinae es una subfamilia de insectos perteneciente a la familia Bethylidae. The distribución mundial, más diversa en África tropical. Hay 23 géneros. Algunas especies son aladas, otras tienen las alas y los ojos reducidos. Se alimentan de larvas de escarabajos del suelo, de la madera o mirmecófilos.

## Géneros
| - Acrepyris Kieffer, 1905 - Afgoiogfa Argaman, 1988 - Afrocera Benoit, 1983 - Anisobrachium Kieffer, 1905 - Apenesia Westwood, 1874 - Apristocera Kieffer, 1914 - Caloapenesia Terayama, 1995 - Dicrogenium Stadelmann, 1894 - Diepyris Benoit, 1957 - Dissomphalus Ashmead, 1893 | - Kathepyris Kieffer, 1907 - Neoapenesia Terayama, 1995 - Neodicrogenium Benoit, 1957 - Parascleroderma Kieffer, 1904 - Pristocera Klug, 1808 - Prosapenesia Kieffer, 1910 - Protisobrachium Benoit, 1957 - Pseudisobrachium Kieffer, 1904 - Trichiscus Benoit, 1956 - Usakosia Kieffer, 1914 |